# Italia mia, benché 'l parlar sia indarno
Italia mia, benché 'l parlar sia indarno o semplicemente Italia mia è la lirica CXXVIII (128), nonché la canzone XVI (16), del Canzoniere di Francesco Petrarca. 
Si tratta di uno dei primi componimenti poetici che metta in risalto l'unità storica, culturale e spirituale dell'Italia, al di sopra dell'estremo frazionamento statuale e di fazione allora vigente. Il poeta si rammarica e si indigna delle sventure che si sono abbattute sull'Italia (da lui esplicitamente chiamata sua patria), soprattutto in considerazione della passata grandezza di questa (pone gli esempi dei trionfi di Mario e Cesare). Bersaglio degli strali del poeta sono in particolare i vari signori locali (che regnano su le belle contrade, sulla del mondo la più bella parte) i quali si combattono incessantemente, facendo abbondante uso di milizie mercenarie transalpine (barbari furiosi, popol senza legge, gente ritrosa). Petrarca li esorta alla concordia tra loro, all'amore per attività più nobili e degne e profetizza il sorgere del popolo italiano contro l'oppressore straniero, non essendosi ancora estinto il valore dei loro antenati (l'antiquo valore ne gli italici cor' non è anchor morto).
Sebbene il testo non faccia riferimento a nessuna guerra in particolare, oggi si ritiene che fu composta verosimilmente nel 1344 o 1345 in occasione della guerra per il possesso di Parma tra Obizzo III d'Este da un lato e Filippino Gonzaga e Luchino Visconti dall'altro. Questi ultimi, in particolare, avrebbero assoldato delle milizie mercenarie germaniche.
Nei contenuti si richiama in parte alle liriche politiche di Dante e Guittone d'Arezzo.
(Italia mia, vv. 1-6)

## Composizione
È costituita da 7 stanze di 16 versi ciascuna (9 endecasillabi e 7 settenari) e termina con congedo di 10 versi (5 endecasillabi e 5 settenari).

Lo schema metrico è: AbCBaC c DEeDdfGfG (per il congedo cDEeDdfGfG).
Sotto l'aspetto lessicale, è da notare come l'Italia sia sempre sottintesa ad altri sostantivi, accompagnati, a loro volta, da aggettivi che esprimono fortemente il senso d'affetto del poeta nei confronti della propria patria.
I versi 93-96 della canzone furono ripresi da Niccolò Machiavelli nella chiusa del Principe. L'incipit Italia mia ricorrerà inoltre nella lirica di Leopardi All'Italia.